# Distretto di Sanniqquellie-Mahn
Il distretto di Sanniqquellie-Mahn è un distretto della Liberia facente parte della contea di Nimba.